# Titan (coet)
El Titan II va ser un míssil bal·listic interccontinental (intercontinental ballistic missile (ICBM)) i llançador espacial desenvolupat per Glenn L. Martin Company a partir del míssil previ Titan I.
Part de la família de coets Titan, el Titan II ICBM va ser el successor del Titan I, amb el doble de càrrega útil. A diferència del Titan I, utilitzava propelent hipergòlic basat en hidrazina que es podia emmagatzemar i s'encén de manera fiable. Això va reduir el temps de llançament i va permetre que fos llançat des de la plataforma de llançament de míssils. Titan II portava l'ogiva més gran de qualsevol ICBM nord-americà.

## Característiques d'aquest míssil
Les dades següents són de la publicació T.O. 21M-LGM25C-1 (Dash 1)
| Component                                | Dimensió                                            |
| ---------------------------------------- | --------------------------------------------------- |
| Etapa I (Stage I), llargada)             | 67 peus (20 m)                                      |
| Stage II, llargada                       | 29 peus (8.8 m)                                     |
| RV, llargada (incloent spacer)           | 14 peus (4.3 m)                                     |
| Stage I diàmetre                         | 10 peus (3.0 m)                                     |
| Stage II diàmetre                        | 10 peus (3.0 m)                                     |
| RV, diàmetre (a l'interfície del míssil) | 8.3 peus (2.5 m)                                    |
| Stage I, pes (sec)                       | 9,522 lliures (4,319 kg)                            |
| Stage I, pes (ple)                       | 267,300 lliures (121,200 kg)                        |
| Stage II, pes (sec)                      | 5,073 lliures (2,301 kg)                            |
| Stage II, pes (ple)                      | 62,700 lliures (28,400 kg)                          |
| Stage I, motor (engine thrust)           | 430,000 lliures-força (1,900 kN) (a nivell del mar) |
| Stage II, motor (engine thrust)          | 100,000 lliures-força (440 kN) (250,000 feet)       |
| Vernier thrust (sitja)                   | 950 lliures-força (4,200 N)                         |